# Cornelius Johnson (Footballspieler)
Cornelius Otis Johnson (* 12. Juli 1943 in Richmond, Virginia; † 11. Juli 2017 in Prescott, Arizona) war ein US-amerikanischer American-Football-Spieler. Er spielte  unter anderem als  Guard in der National Football League (NFL) für die Baltimore Colts.

## Spielerlaufbahn

### College
Cornelius Johnson besuchte in seiner Geburtsstadt die Highschool. Nach seinem Schulabschluss studierte er an der Virginia Union University. Dort spielte er als  Linebacker von 1963 bis 1966 für die Virginia Union Panthers, einer unterklassigen Footballmannschaft.

### NFL
Johnson wurde im Jahr 1967 von den Baltimore Colts in der achten Runde an 204. Stelle gedraftet. Der Head Coach der Mannschaft aus Baltimore, Don Shula, setzte ihn als Guard in der Offensive Line der Mannschaft zum Schutz der Quarterbacks Johnny Unitas und Earl Morrall ein und um Tom Matte, dem Halfback der Colts, den Weg in die gegnerische Endzone frei zu blocken. Bereits in seiner Rookiesaison 1968 konnte Johnson mit den Colts in die Play-offs einziehen, nachdem sie in der Regular Season 13 von 14 Spielen gewannen. Nach einem 24:14-Sieg über die Minnesota Vikings traf die Mannschaft im NFL-Meisterschaftsspiel auf die Cleveland Browns, die bei ihrer 34:0-Niederlage ohne Chance blieben. Der Sieg bedeutete die Qualifikation für das „AFL-NFL Championship Game“, welches später in Super Bowl III umbenannt wurde. Dort trafen die Colts auf die von Weeb Ewbank betreuten New York Jets, deren charismatischer Quarterback Joe Namath vor dem Spiel einen Sieg seiner Mannschaft garantiert hatte. Er ließ seiner Ankündigung Taten folgen. Obwohl Johnson und die Colts für den Sieg favorisiert waren, behielten die Jets mit 16:7 die Oberhand.
Im Jahr 1970 hatte Don McCafferty das Traineramt bei den Colts übernommen. Er führte die Mannschaft in den zweiten Super Bowl. Nachdem in der Regular Season elf von 14 Spielen gewonnen werden konnten, traf Johnson mit seiner Mannschaft aus Maryland zunächst auf die von Paul Brown trainierten Cincinnati Bengals, die mit 17:0 besiegt wurden. Die Kontrahenten im folgenden AFC Championship Game waren die Oakland Raiders. Das Team von John Madden musste in diesem Spiel eine 27:17-Niederlage hinnehmen. Im Super Bowl V trafen die Colts dann auf die von Tom Landry betreuten Dallas Cowboys, die sich mit 16:13 der Mannschaft von Johnson geschlagen geben mussten.
Cornelius Johnson spielte noch drei weitere Jahre in Baltimore. 1971 scheiterte er mit den Colts im AFC Championship Game an den Miami Dolphins, der Mannschaft seines ehemaligen Trainers Don Shula, mit 21:0. Nach zwei weiteren erfolglosen Spieljahren beendete Johnson nach der Saison 1973 seine Laufbahn in der NFL und wechselte in die World Football League. Dort spielte er für die The Hawaiians noch einmal in 19 Spielen von 1974 bis 1975.

## Nach der Spielerlaufbahn
Cornelius Johnson heiratete nach seiner Spielerlaufbahn und betrieb anschließend auf Hawaii eine Hubschrauber-Fluggesellschaft. Ein Schlaganfall ließ ihn auf einem Auge erblinden. Nach einer Diabeteserkrankung musste ihm der rechte Unterschenkel amputiert werden.